# أوليفر بورتون
أوليفر بورتون (بالإنجليزية: Ollie Burton)‏ (27 مايو 1879 بدربي في المملكة المتحدة - 1 يناير 1929) هو لاعب كرة قدم بريطاني (وحمل سابقاً جنسية المملكة المتحدة لبريطانيا العظمى وأيرلندا) في مركز الدفاع. لعب مع توتنهام هوتسبير.